# Корнес, Марко
Марко Антонио Корнес Браво (исп. Marco Antonio Cornez Bravo; 15 октября 1958, Сантьяго — 21 мая 2022) — чилийский футболист, вратарь.

## Клубная карьера
Марко Корнес начал футбольную карьеру в клубе «Палестино» в 1975 году. В 1977 году он перешёл в «Линарес Унидо», а затем вернулся в следующем году в «Палестино». С «Палестино» он выиграл чемпионат Чили по футболу в 1978 году. В 1980 году он стал игроком «Магальянес», но снова вернулся в «Палестино». В 1984/85 годах он выступал в «Универсидад Католика». Команда выиграла чемпионат в 1984 году. В 1986 году он в четвёртый раз стал игроком «Палестино», откуда потом вернулся в «Универсидад Католика». С клубом он выиграл свой третий титул в 1987 году.
В 1991/93 годах он играл в «Депортес Антофагаста». В последние годы своей карьеры он выступал за «Эвертон Винья-дель-Мар», «Кокимбо Унидо» и в пятый раз за «Палестино», где он и закончил свою карьеру в 1998 году.

## Карьера в сборной
В 1982 году он был взят тренером Луисом Сантибаньесом в команду на чемпионат мира в Испании. Корнес на Кубке мира был в резерве и не сыграл ни одного матча. За сборную Чили Корнес дебютировал 19 июля 1983 года в дружеском матче с Боливией, игра закончилась со счётом 2:1 в пользу Чили. В 1983 году он принял участие в Копа Америка. На этом турнире Корнес сыграл в матче с Уругваем. В 1987 году он во второй раз принял участие в Копа Америка, в которой Чили заняла второе место, уступив только Уругваю. На турнире Корнес был в резерве и не сыграл ни одного матча.
В 1989 году он в третий раз поучаствовал в Кубке Америки. На турнире Корнес сыграл в двух матчах: с Боливией и Эквадором. В 1991 году он в четвёртый раз участвовал в Кубке Америки, в котором Чили заняла третье место. На турнире Корнес был в резерве и не сыграл ни одного матча. В 1995 году состоялось пятое и последнее участие Корнеса в Копа Америка. И в этот раз Корнес не выходил на поле.
В последний раз Корнес сыграл за сборную 28 мая 1995 года на Кубке Канады против страны-хозяйки, матч закончился со счётом 2:1 в пользу Чили, которая и выиграла турнир, победив перед этим Северную Ирландию с аналогичным счётом. С 1983 по 1995 год Корнес сыграл за сборную 22 матча.

## Дальнейшая жизнь
Марко Корнес был личным тренером чилийской футболистки Кристианы Эндлер, именно он с учётом её роста посоветовал ей попробовать себя в амплуа вратаря. Также в течение нескольких лет с 2008 по 2014 год он работал техническим директором и тренером вратарей «Лота Швагер».
Умер 21 мая 2022 года от рака желудка.